# Prochiloneurus nigricornis
Prochiloneurus nigricornis is een vliesvleugelig insect uit de familie Encyrtidae. De wetenschappelijke naam is voor het eerst geldig gepubliceerd in 1920 door Girault.